# Sŏhaegammun

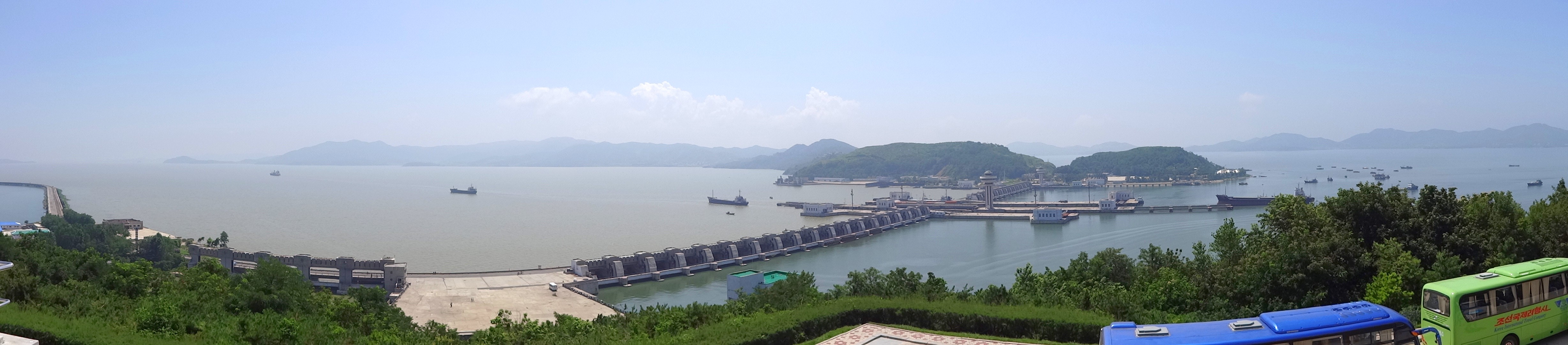
Panorama zapory

Sŏhaegammun (kor. 서해갑문, ang. Nampo Dam, West Sea Barrage) – zapora wodna w Korei Północnej w pobliżu miasta Nampo na rzece Taedong-gang, otwarta w 1986 r. Uznawana za jedno z większych osiągnięć inżynieryjnych w tym kraju. Zapora ma długość ok. 8 kilometrów. Według danych północnokoreańskich w momencie zbudowania była to największa zapora wodna na świecie.